# The Wall Street Journal
The Wall Street Journal är en amerikansk dagstidning med inriktning på ekonomi. Tidningens amerikanska utgåva, som ges ut i New York, är USA:s största, med en daglig upplaga på 2,1 miljoner exemplar. Tidningen har även en europeisk och en asiatisk upplaga. Wall Street Journal grundades 8 juli 1889 av Charles Dow, Edward Jones och Charles Bergstresser. Tidningen ägs av Dow Jones & Company, som sedan 2007 är en del av News Corporation.